# Bogdan Hrib
Bogdan Hrib (n. 14 decembrie 1966, București) este un scriitor, editor, fotograf și jurnalist român. În anul 1993 a înființat Editura Tritonic. Ca scriitor este cunoscut pentru seria polițistă Stelian Munteanu.

## Biografie
Bogdan Hrib s-a născut pe 14 decembrie 1966 în București. A absolvit Facultatea de Construcții Civile, dar n-a lucrat niciodată în domeniu. La începutul anilor '90 a publicat o serie de fotoreportaje și anchete în diferite ziare și reviste, iar în 1992 și-a deschis o agenție de publicitate.
În 1993 a fondat editura Tritonic, în cadrul căreia a publicat mulți autori români și a pus bazele unor serii polițiste, de ficțiune, science fiction și fantasy. În anii care au urmat a colaborat cu diferite universități, susținând prelegeri despre editarea de carte, relații publice și fotojurnalism. În 2008 a devenit consilier editorial la Crime Scene Publishing, iar între 2010 și 2012 a ocupat aceeași funcție la Publicațiile Flacăra.
Bogdan Hrib este membru al Uniunii Scriitorilor din România, al Asociației Profesioniștilor în Relații Publice, cadru didactic asociat la Facultatea de Management din SNSPA, iar în 2010 a devenit vicepreședinte al clubului Romanian Crime Writers. Începând cu anul 2011 se ocupă de coordonarea festivalului Mystery & Thriller organizat la Râșnov.

## Cariera scriitoricească
Gustul pentru literatură i-a fost deschis de biblioteca părinților săi. A început să scrie de când era în clasa a șasea, prima încercare literară fiind inspirată de romanul Doi ani de vacanță a lui Jules Verne. Descoperirea literaturii SF la determinat ulterior să frecventeze cenaclul bucureștean "Solaris".
În 2007 publică primul roman al seriei polițiste Stelian Munteanu, Filiera grecească. Protagonistul seriei este un aventurier pasionat de arme și muniții, comparat de unii critici cu Sherlock Holmes sau Hercule Poirot. Au urmat Blestemul manuscrisului (2008), scris în colaborare cu Răzvan Dolea și Somalia, Mon Amour (2009), scris în colaborare cu Sofia Matei. Al patrulea roman al seriei, Ucideți generalul (2011), a apărut în același an și în limba engleză la ProFusion Publishers, sub titlul Kill the General.
În 2012, Bogdan Hrib lasă deoparte seria care l-a consacrat și publică un thriller la editura Cartea Românească, intitulat Ultima fotografie. Spre deosebire de precedentele creații, acesta nu este un roman polițist, autorul explorând prin intermediul lui noi direcții literare. Caracterizat ca „o carte a mântuirilor parțiale și a trăirilor intense din partea cititorului”, romanul spune povestea unui fotoreporter care fuge de lumea în care a avut parte de dezamăgiri.
Volumul de povestiri 3+1 (2013) anunță revenirea la seria Stelian Munteanu, în cadrul căreia autorul declara că pregătește un ultim roman. Acesta a apărut în 2016 sub titlul Patimile doamnei ministru.
Bogdan Hrib a compus și un volum de rețete, Salad Bar, pe care l-a publicat sub pseudonim.

## Opera

### Romane
Seria Stelian Munteanu
- Filiera grecească aka Crimă la Paralia (2006) - reeditat în 2007, 2009 și 2015
- Blestemul manuscrisului (2008) - în colaborare cu Răzvan Dolea, reeditat în 2012 și 2016
- Somalia, Mon Amour (2009) - în colaborare cu Sofia Matei, reeditat în 2016
- Ucideți generalul (2011) - reeditat în 2016
- Patimile doamnei ministru (2016)

Alte romane
- Ultima fotografie (2012) - reeditat în 2015
- Terapie pentru crimă (2014) - în colaborare cu Kiki Vasilescu, novelizarea filmului omonim

### Volume de povestiri
- 3+1 (2013) - conține trei povestiri din seria Stelian Munteanu
- Vânătoare de asfințituri pe Strada 42 (2015) - conține povestirile din volumul 3+1 și o povestire inedită

### Antologii și volume colective
- Romania Noir. O antologie de povestiri mystery & thriller (2011) - în colaborare cu George Arion
- Domino (2017) - în colaborare cu Lucian-Dragoș Bogdan, Teodora Matei, Daniel Timariu și Anamaria Ionescu
- Noir de București, 18 povestiri reunite de Bogdan Hrib (2017)
- Gastro NOIR, povestiri reunite de Bogdan Hrib (2018)

### Volume traduse
- The greek connection (2011)
- Kill the General (2011)